# Cerro Bola
Cerro Bola är en ort i Mexiko.   Den ligger i kommunen Acaponeta och delstaten Nayarit, i den centrala delen av landet, 700 km nordväst om huvudstaden Mexico City. Cerro Bola ligger 41 meter över havet och antalet invånare är 234.
Terrängen runt Cerro Bola är kuperad norrut, men söderut är den platt. Runt Cerro Bola är det glesbefolkat, med 17 invånare per kvadratkilometer. Närmaste större samhälle är Acaponeta, 15,6 km sydost om Cerro Bola. I omgivningarna runt Cerro Bola växer i huvudsak lövfällande lövskog.